# Mirabueno
Mirabueno es un municipio y localidad española de la provincia de Guadalajara, en la comunidad autónoma de Castilla-La Mancha. El término municipal tiene una población de 85 habitantes (INE 2024). La localidad se encuentra situada a unos 1067 m sobre el nivel del mar.

## Geografía
El término municipal de Mirabueno ocupa una extensión de 19.46 km² al norte de la comarca natural de La Alcarria. Pertenece al partido judicial de Guadalajara y a la diócesis católica de Sigüenza-Guadalajara. La localidad está situada a 1067 m de altitud sobre el nivel del mar, y en las coordenadas latitud 40,56 norte y longitud 2,43 oeste. Su distancia por carretera de la capital de la provincia es de 54 km.
Como la mayoría de los pueblos de la Alcarria, Mirabueno sigue perdiendo población. Según el padrón continuo publicado en 2015, tiene una población de 93 vecinos, 27 menos que en el año 2000. Por el municipio pasa la ruta de la Lana, entre Las Inviernas y Mandayona.

## Historia
A mediados del siglo XIX, el lugar contaba con una población censada de 328 habitantes. La localidad aparece descrita en el undécimo volumen del Diccionario geográfico-estadístico-histórico de España y sus posesiones de Ultramar de Pascual Madoz de la siguiente manera:

MIRABUENO: l. con ayunt. en la prov. de Guadalajara (9 leg.), part. jud. y dióc. de Sigüenza (3), aud. terr. de Madrid (19), c. g. de Castilla la Nueva: sit. en llano á las inmediaciones de una gran cuesta poblada de viñedo, le combaten principalmente los vientos del N. que hacen su clima frio y propenso á pulmonias y parálisis: tiene 78 casas; la consistorial, con habitacion para cárcel; escuela de instruccion primaria frecuentada por 45 alumnos de ambos sexos, á cargo de un maestro dotado con 15 fan. de trigo, una igl. parr. (Ntra. Sra. de Mirabueno), servida por un cura y un sacristan. term. confina N. Aragosa y Mandayona; E. Castejon; S. Las Ibiernas, y O. Algora: dentro de él se encuentran dos fuentes y algunos manantiales: el terreno llano á escepcion de la cuesta inmediata al pueblo, es de mediana calidad; comprende un monte poblado de encina. caminos: los locales y los que dirigen á Algora y Almadrones, desembocando en la carretera general de Aragon. correo: se recibe y despacha en Torremocha, por un propio. prod.: trigo, cebada, centeno, avena, algun garbanzo, yeros, guisantes, vino, leñas de combustible y yerbas de pasto con las que te mantiene ganado lanar y las yuntas necesarias para la labor; abunda la caza de liebres, conejos y perdices, y no faltan algunos animales dañinos como lobos y zorros. ind.: la agrícola y recria de ganados. comercio: esportacion del sobrante de frutos é importacion de los art. que faltan. pobl.: 90 vec., 328 alm. cap. prod.: 1.315,556. imp.: 118,400. contr.: 5,552.
(Madoz, 1848, pp. 427-428)

En un diario de Luis Espoy y de Delás, requeté catalán del Tercio de Montserrat, se señala que el 27 de mayo de 1938 su unidad llega a la localidad procedente de su acantonamiento anterior en Huertahernando, permaneciendo en Mirabueno hasta el 12 de junio. Da cuenta de la reconstrucción por un batallón de prisioneros de la iglesia destruida, de las cinco tabernas existentes en un pueblo tan pequeño y de la captura de tres prisioneros huidos, que serían fusilados sin dar más detalles.Hecha la consulta en abril de 2025 al Ayuntamiento de Mirabueno sobre si en el Registro Civil de la localidad constaba la inscripción de estas tres muertes, informa dicho Ayuntamiento que no constan dichas inscripciones.

## Demografía
Mirabueno cuenta con una población de 85 habitantes (INE 2024).
| Gráfica de evolución demográfica de Mirabueno entre 1842 y 2021                                                     |
| |
| Población de derecho según los censos de población del INE Población de hecho según los censos de población del INE |

## Tradiciones
Cada mes de mayo acoge la romería de los pueblos del entorno (organizados en tres veredas) que acuden a presentar sus respetos a la Virgen. La vereda 1 está compuesta por los pueblos del valle del Tajuña, la número 2 compuesta por los pueblos del valle del Badiel y la numera 3 por los pueblos del valle del Henares, río Dulce y Salado. En total se compone de 42 pueblos.